# Pedro II
Pedro II là một đô thị thuộc bang Piauí, Brasil. Đô thị này có diện tích 1518,186 km², dân số năm 2007 là 36657 người, mật độ 24,15 người/km².